# Karl Heim (Theologe)
Karl Heim (* 20. Januar 1874 in Frauenzimmern; † 30. August 1958 in Tübingen) war ein deutscher evangelischer Theologe und Professor für Systematische Theologie in Tübingen 1920 bis 1939.
Heims Anliegen war es, den durch die neuzeitlichen Weltbilder und Geistesströmungen angefochtenen Glauben auf eine sichere Grundlage zu stellen. Zu diesem Zweck widmete er sich im Besonderen zwei Themenfeldern: der „Glaubensgewissheit“ und einer religiösen „Lebensanschauung“, der ein naturwissenschaftliches zeitgemäßes „Weltbild“ zugrunde liegt. Um der zweiten Zielsetzung willen arbeitete er im Rahmen seines sechsbändigen Hauptwerkes Der evangelische Glaube und das Denken der Gegenwart auch eine materialreiche Verhältnisbestimmung von Glaube und Naturwissenschaft aus.

## Leben

### Herkunft und frühe Zeit
Heim entstammte einer Pfarrersfamilie. Sein Großvater väterlicherseits war Friedrich Jakob Philipp Heim (1789–1850), der Gründer der kinderdiakonischen „Paulinenpflege“ in Winnenden. Dessen zweitältester Sohn, Christian Heim, war von dem Bibeltheologen Johann Tobias Beck (1804–1878) und dem Pietisten Ludwig Hofacker (1798–1828) geprägt und gab diese Haltung auch an seinen Sohn weiter. Über die Mutter, deren schlichte Gebetsfrömmigkeit für ihn vorbildlich wurde, konnte Heim auch auf katholische Vorfahren zurückblicken. Sein ökumenisch offener Blick wurde zudem durch einen Onkel geweitet, der der Londoner Baptistengemeinde Charles Haddon Spurgeons angehörte.
Nach einer als „paradiesisch“ empfundenen Kindheit in seinem Geburtsort Frauenzimmern im Zabergäu und dem Besuch der Lateinschule in Kirchheim unter Teck musste Heim, wie viele zwar begabte, aber in einfachen Verhältnissen aufwachsende Schüler, das württembergische Landexamen bestehen, um in den Genuss der staatlichen Unterstützung zu kommen. Daran anschließend absolvierte er die „Niederen Seminare“ (Vorbereitungseinrichtungen zum Theologiestudium) zunächst in Schöntal und dann in Bad Urach, wo er den „Konkurs“, ein verschärftes Abiturientenexamen, durchlief. Im Jahr 1892 trat Heim in das Tübinger Stift ein. Theologisch dominierte dort gegen Ende des Jahrhunderts die Liberale Theologie Albrecht Ritschls (1822–1889). Anstatt einer der älteren „Stiftsverbindungen“ beizutreten, schloss er sich dem Tübinger Bibelkreis an, der sich seinerseits in diesen Jahren als Stiftsverbindung etablierte. Auf diese Weise bekam er Kontakt zur Deutschen Christlichen Studentenvereinigung (DCSV) unter ihrem damaligen Leiter Eduard Graf Pückler (1853–1924).
1893 folgte er einer Einladung nach Frankfurt am Main, wo eine große christliche Studentenkonferenz unter anderem mit dem Chinamissionar Hudson Taylor, Graf Pückler und dem Erweckungsprediger Elias Schrenk (1831–1913) stattfand. Durch die Begegnung mit letzterem sollte sich sein Leben in entscheidender Weise verändern. Unter dem Eindruck einer Predigt Schrenks suchte Heim das persönliche Gespräch mit dem Prediger, das mit Heims eigenen Worten folgende Wirkung hatte: „Es gab ein kurzes, aber befreiendes und erquickendes Gespräch, bei dem es zur bedingungslosen Kapitulation kam und damit zu dem radikalen Neuanfang, von dem Schrenk gesprochen hatte. Das war der schöpferische Neubeginn meines Lebens.“
Im August 1896 legte Heim sein erstes Dienstexamen ab und erwarb für seine Promotionsarbeit die Note IIb. Er blieb daraufhin noch ein halbes Jahr an der Uni Tübingen und erhielt für die Ausarbeitung einer Preisaufgabe der Tübinger Theologischen Fakultät zu dem Thema „Glaube und Geschichte“ den ersten Preis.

### In kirchlichem Dienst und als Missionar
Als Vikar in Giengen an der Brenz (wohl ab dem Frühjahr 1897) erlebte er dann einen „Praxisschock“: Anstelle des erkrankten Pfarrers sollte er umgehend Predigtdienst und Seelsorge allein übernehmen. Vor allem der Seelsorgedienst an einem durch Alkohol schwer Erkrankten forderte ihn stark heraus. Nach einem halben Jahr kam der junge Vikar in das Christliche Volksschullehrerseminar Tempelhof bei Crailsheim, um dort Unterricht zu erteilen. Aufgrund der dortigen Eindrücke und um wirkungsvoller in der Seelsorge tätig zu sein, trat Heim dem Weißen Kreuz bei.
Dann erreichte ihn eine Anfrage der Deutschen Christlichen Studentenvereinigung, ob er nicht Nachfolger Heinrich Witts im Amt des Reisesekretärs werden wolle. Nach einer Bedenkzeit übernahm Heim im Jahr 1900 diese Aufgabe, die für ihn bedeutete, alle Universitäten und Technischen Hochschulen zu besuchen und studentische Kreise zu gründen. In dieser Zeit wurde seine Jugendschrift Das Weltbild der Zukunft. Eine Auseinandersetzung zwischen Philosophie, Naturwissenschaft und Theologie angefertigt.
Im Jahr 1905 wurde er in der Nachfolge Carl Stanges (1870–1959) Konviktsinspektor am Schlesischen Studentenkonvikt in Halle an der Saale, das von Martin Kähler (1835–1912) geleitet wurde. Diese Position eröffnete ihm die Möglichkeit, sich zu habilitieren; die Habilitation erfolgte 1907 an der Universität Halle mit der Schrift Die Lehre von der gratia gratis data nach Alexander Halesius für das Fach Systematische Theologie. Diese Schrift bildete eine Grundlage für sein Buch Das Gewißheitsproblem in der systematischen Theologie bis zu Schleiermacher. Zu seinen Studenten an der Universität Halle gehörte Erich Schnepel, der sein Theologiestudium in Tübingen begonnen und dort vorübergehend zu Gunsten der Hallenser Theologische Fakultät unterbrochen hatte. Schnepel zählte zu den 12 Studenten, die der Privatdozent Lic. theol., Dr. phil. Karl Heim nach seiner Hochzeit mit einer Hallenser Theologiestudentin in die Privatwohnung einlud. Mit Karl Heim blieb Schnepel über seine Studienzeit hinaus freundschaftlich verbunden. Heim besuchte Schnepel in Berlin und trat mit ihm letztmals 1939 gemeinsam auf einer Pfarrerrüstzeit mit Geistlichen aus Siebenbürgen auf, zu der sie beide zusammen über Österreich und Ungarn nach Rumänien reisten. Zum Freundeskreis Professor Heims gehörte der Pastor und Evangelist Paul Le Seur, der ihn als „alten Freund“ in seinen Lebenserinnerungen bezeichnete.

### Theologieprofessor in Münster und Tübingen
Im Herbst 1914 wurde Heim auf den Lehrstuhl für Systematische Theologie an der neu errichteten Theologischen Fakultät der Universität Münster berufen. Der Ausbruch des Ersten Weltkrieges unterbrach seine soeben erst begonnene Lehrtätigkeit, die er erst 1918 wieder aufnehmen konnte. Während des Krieges war er als Militärpfarrer in den deutschen Interniertenlagern im dänischen Hald Ege und im norwegischen Löken tätig.
1920 wurde Heim als Nachfolger Theodor von Haerings (1848–1928), seines akademischen Lehrers, nach Tübingen berufen. Dabei setzte er sich gegen den namhaften Rudolf Otto (1869–1937) durch, was er nicht zuletzt der besonderen Fürsprache Adolf Schlatters (1852–1938) zu verdanken hatte.
Heims Verhältnis zum Dritten Reich wird aus einem 1933 veröffentlichten Aufsatz mit dem Titel Deutsche Staatsreligion oder Evangelische Volkskirche ersichtlich. Er setzte sich darin bereits zu Beginn des NS-Regimes dafür ein, dass „das Evangelium ... unverkürzt erhalten bleiben (soll).“ Der Glaubensbewegung Deutsche Christen [DC] stand er durchweg ablehnend gegenüber. Allerdings gehörte er auch der Bekennenden Kirche nicht an, wenngleich er vielen führenden Männern dieser Gruppe persönlich nahestand. Der Grund für die gewahrte Distanz war, „daß meine geistliche Heimat der schwäbische Pietismus und die Christliche Studentenvereinigung war. Uns Gliedern dieser Vereinigung ging es bei unserem Glauben und unserer Gemeinschaft miteinander sehr wesentlich um die persönliche Entscheidung des einzelnen für ein Leben der Hingabe an Christus. Von diesem Standort aus sah es für mich so aus, als stehe für die ‚Bekennende Kirche‘ im Mittelpunkt der Kampf gegen die DC und das ganze Hitler-Regime. Das war, wie ich in der Rückschau erkenne, eine durchaus einseitige Sicht. […] Aber für meinen damaligen Blick wurde die ‚Bekennende Kirche‘ unwillkürlich eine Sammelstelle für alle, die aus allerlei Gründen, vielleicht auch nur aus einer entgegengesetzten politischen Überzeugung, Gegner der Hitler-Regierung waren.“
Im März 1937 erreichte Heim die Anfrage, nachdem er kurz zuvor die Sprunt-Lectures in Richmond (Virginia) gehalten und als Gast an der Universität Princeton geweilt hatte, ob er bereit sei, die Berufung auf einen Lehrstuhl im Theologischen Seminar dieser amerikanischen Hochschule anzunehmen. Heim konnte sich jedoch nicht entschließen, „mein Heimatland und vor allem meine Heimatkirche in ihrer schwersten Lage im Stich zu lassen und mich dem Leiden zu entziehen, das der Kampf dieser Kirche um ihre Glaubensfreiheit notwendig zur Folge hatte.“ So lehnte er das Angebot ab und folgte auch später – nun allerdings aus gesundheitlichen Gründen – dem Anerbieten einer Gastprofessur nicht. 1939 wurde er emeritiert, wirkte in Tübingen aber noch bis 1948 als Frühprediger an der Stiftskirche. In den Jahren von 1948 bis 1950 war er zudem für die Evangelische Akademie Bad Boll tätig.

## Die Karl-Heim-Gesellschaft
Die „Karl-Heim-Gesellschaft zur Förderung einer biblisch-christlichen Orientierung in der wissenschaftlich-technischen Welt“, die durch Horst Waldemar Beck zu Karl Heims 100. Geburtstag 1974 in Freudenstadt gegründet wurde, veröffentlicht seit 1988 ein Jahrbuch, zunächst unter dem Titel: Glaube und Denken, seit 2016 unter dem Titel Jahrbuch der Karl-Heim-Gesellschaft, das von Ulrich Beuttler, Markus Mühling und Martin Rothgangel herausgegeben wird.
Weiterhin gibt die Karl-Heim-Gesellschaft seit 1980 eine Zeitschrift unter dem Titel: Evangelium und Wissenschaft. Beiträge zum interdisziplinären Gespräch heraus. Auch deren Inhalte sind auf der Website der Karl-Heim-Gesellschaft verzeichnet.
Schließlich wird von der Karl-Heim-Gesellschaft seit dem Jahr 2000 in unregelmäßigen Abständen der Karl-Heim-Preis „für Arbeiten, die sich profiliert historisch oder systematisch mit einem grundlegenden Thema aus einem der folgenden drei Themenkreise auseinandersetzen“ verliehen:
- „Beziehungen zwischen dem christlichen Glauben und den Erkenntnissen der Natur- oder Humanwissenschaften“;
- „Wissenschaftstheoretische Fragen hinsichtlich der Beziehung zwischen Theologie und Natur- oder Humanwissenschaften“;
- „Spezifische Probleme des allgemeinen Spannungsfeldes zwischen dem christlichen Glauben einerseits und dem säkularen Denken bzw. der säkular geprägten Lebenswirklichkeit andererseits“.

## Ehrungen
- 1953: Großes Verdienstkreuz der Bundesrepublik Deutschland
- Ein Studentenwohnheim in Tübingen der Evangelischen Landeskirche in Württemberg, das Karl-Heim-Haus, wurde nach ihm benannt.[17]
- An der Evangelischen Hochschule Tabor in Marburg wurde eine „Karl-Heim-Professur für Evangelisation und Apologetik“ eingerichtet.[18]

## Werke

### Frühe Schriften
- Psychologismus oder Antipsychologismus? Entwurf einer erkenntnistheoretischen Fundamentierung der modernen Energetik, 1902
- Das Weltbild der Zukunft. Eine Auseinandersetzung zwischen Philosophie, Naturwissenschaft und Theologie, 1904
- Friede mit Gott. Vortrag von Karl Heim, Berlin-Lichterfelde, Deutsche Christliche Studentenvereinigung. Aus: „Furche“,[19] Jahrgang 4. Heft 4.
- Bilden ungelöste Fragen ein Hindernis für den Glauben, 1905; 9. A. 1930
- Das Wesen der Gnade und ihr Verhältnis zu den natürlichen Funktionen des Menschen bei Alexander Halesius, Verlag von M. Heinsius Nachfolger, Leipzig, 1907

### Über Glaubensgewißheit
- Das Gewißheitsproblem in der systematischen Theologie bis zu Schleiermacher, 1911
- Glaubensgewißheit. Eine Untersuchung über die Lebensfrage der Religion, 1916; 4. A. 1949

### Das Hauptwerk
- Der evangelische Glaube und das Denken der Gegenwart. Grundzüge einer christlichen Lebensanschauung, 6 Bände:
  - Band 1: Glaube und Denken. Philosophische Grundlegung einer christlichen Lebensanschauung, 1931; 7. A. 1957
  - Band 2: Jesus der Herr: Die Führervollmacht [später: Herrschervollmacht] Jesu und die Gottesoffenbarung in Christus, 1935; 4. A. 1955
  - Band 3: Jesus der Weltvollender: Der Glaube an die Versöhnung und Weltverwandlung, 1937 (1952, 3. Auflage)
  - Band 4: Der christliche Gottesglaube und die Naturwissenschaft. Grundlegung des Gesprächs zwischen dem Christentum und den Naturwissenschaften, 1949; 2. A. 1953
  - Band 5: Die Wandlung im naturwissenschaftlichen Weltbild. Die moderne Naturwissenschaft vor der Gottesfrage, 1951
  - Band 6: Weltschöpfung und Weltende. Die Weltentstehung in naturwissenschaftlicher Sicht – Weltschöpfung und Weltzukunft im Licht des biblischen Osterglaubens, 1952; 2. A. 1958

### Sonstige Bücher zu dogmatischen und biblisch-theologischen Themen

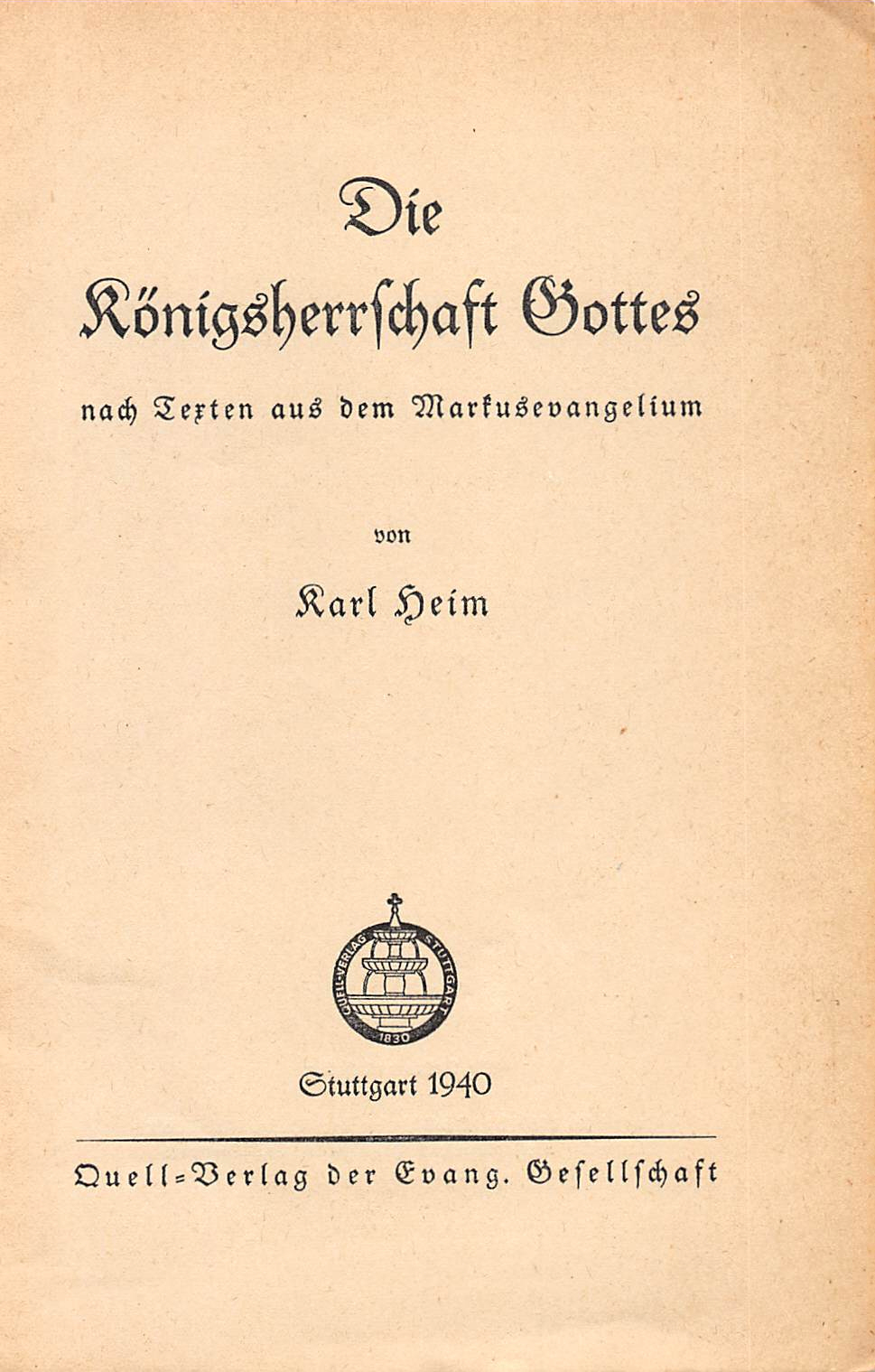
Titelblatt von Heims allgemeinverständlicher Auslegung des Markusevangeliums

- Leitfaden der Dogmatik. Zum Gebrauch bei akademischen Vorlesungen. Zwei Teile, 1912; 3. A. 1923/25
- Die Weltanschauung der Bibel, 1920; 8. A. 1931
- Das Wesen des evangelischen Christentums, 1925; 5. A. 1929
- Religion und modernes Geistesleben. Wissenschaftliche Vorträge über religiöse Fragen, 1927
- Die neue Welt Gottes. Eine Antwort auf die Frage nach dem Sinn des Lebens, 1928; 4. A. 1929
- Der Römerbrief. Vorlesungsmitschrift, Erlangen 1931
- Der Glaube an ein ewiges Leben, 1934; 2. A. 1938
- Die Auferstehung der Toten. Der Sinn der Auferstehungsbotschaft und der Sieg über die dämonische Macht des Todes, Furche-Verlag, Berlin, 1936
- Die kommende Verheißung und die Gemeinde Christi, 1939
- Die Königsherrschaft Gottes. Nach Texten aus dem Markusevangelium, 1940; 2. A. 1948
- Die Bergpredigt Jesu. Für die heutige Zeit ausgelegt, 1946; 3. A. 1959
- Was nach dem Tod unser wartet. Biblischer Vortrag, 1948; 7. A. 1960
- Die Gemeinde des Auferstandenen. Tübinger Vorlesung über den 1. Korintherbrief, 1949
- Die christliche Ethik. Tübinger Vorlesungen. Nachgeschrieben und ausgearbeitet von Walter Kreuzburg, 1955
- Ich gedenke der vorigen Zeiten. Erinnerungen aus acht Jahrzehnten, Hamburg 1957

### Aufsatzsammlungen
- Glaube und Leben. Gesammelte Aufsätze und Vorträge, 1926; 2. A. 1928
- Leben aus dem Glauben. Beiträge zur Frage nach dem Sinn des Lebens, Berlin 1932; 2. A. 1934
- Versöhnung und Weltvollendung, hrsg. von A. Köberle 1982
- Das Heil der Welt. Die Botschaft der christlichen Mission und die nicht-christlichen Religionen, hrsg. von Friso Melzer 1986
- Zeit und Ewigkeit, hrsg. von A. Köberle 1987

### Predigtsammlungen
- Stille im Sturm. Predigten von Karl Heim, Tübingen 1923; 6. A. 1951
- Die lebendige Quelle. Predigten, 1927
- Das Wort vom Kreuz. Predigten, 1931
- Die Kraft Gottes. Predigten von Karl Heim, Stuttgart 1936
- Gottes Wort ist nicht gebunden. Predigten, 1940
- Der unerschütterliche Grund. Christusverkündigung für moderne Menschen. Predigten, 1947
- In den Händen des Meisters. 12 Predigten, 1949
- Lebendige Kraft. 12 Predigten, hrsg. von Hans Beck, 1950
- Die Gottesstunde. Lesepredigten. Auswahl und Nachwort von Hans-Rudolf Müller-Schwefe, 1965

## Zitate
„Zum Beten gehört nicht nur, dass wir dem Herrn unsere Anliegen vortragen, sondern auch, dass wir stille werden und auf seine Antwort warten.“